# Evert-Taube-Statue

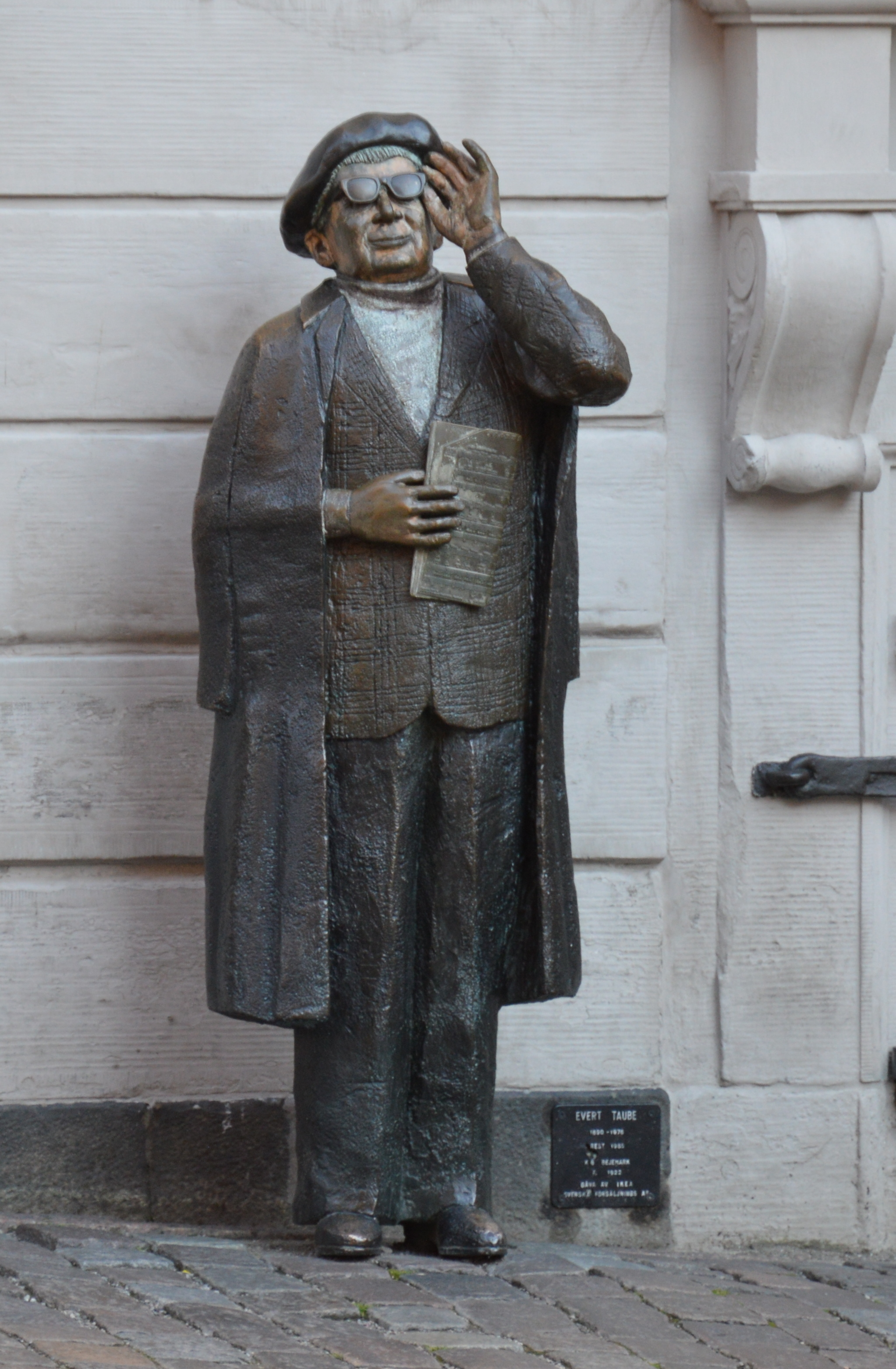
Denkmal für Evert Taube

Die Evert-Taube-Statue ist ein für den schwedischen Dichter und Komponisten Evert Taube errichtetes Denkmal in der historischen Altstadt Stockholms Gamla Stan.

## Lage
Es befindet sich am östlichen Ende des im südlichen Teil der Altstadt gelegenen Platzes Järntorget.

## Architektur und Geschichte
Die kleine Bronzeskulptur wurde 1985 von Karl Göte Bejemark geschaffen. Sie zeigt den Künstler Evert Taube, unmittelbar an einer Hauswand stehend, wie er, trotz Sonnenbrille, scheinbar in die Sonne blinzelt. In der Hand hält er dabei seine letzte Komposition. Die Skulptur ist mit unterschiedlichen Farbtönen gestaltet, was ihren lebendigen Eindruck verstärkt. Etwas weiter nördlich der Skulptur befindet sich das Restaurant Den Gyldene Freden, in dem Taube häufig verkehrte.
Die Aufstellung der Figur erfolgte am 18. Juni 1985 und wurde durch eine Zuwendung des Unternehmens IKEA finanziert.